# Matanog
Matanog est une localité de la province de Maguindanao, aux Philippines. En 2015, elle compte 29 770 habitants.